# Akkád uralkodóinak listája
Akkád uralkodóinak listája a Kr. e. 3. évezredben létezett mezopotámiai állam, az Akkád Birodalom uralkodóinak listáját tartalmazza. A mai Irak, Kelet-Törökország és Szíria területén fennálló kora ókori birodalom uralkodóinak névsorát a fennmaradt ékírásos kőtáblák alapján állították össze. A kronológia több okból is bizonytalan, bizonytalanabb Hammurapiénál is, amelynek bizonytalanságához – rövid/közép/hosszú kronológiák – hozzáadódik még egy mintegy 25 éves bizonytalanság.
| Uralkodó     | Rövid kronológia | Középső kronológia | Hosszú kronológia | Megjegyzés                                                |
| ------------ | ---------------- | ------------------ | ----------------- | --------------------------------------------------------- |
| Sarrukín     | Kr. e. 2270–2215 | Kr. e. 2334–2279   | Kr. e. 2371–2316  | Kis korábbi királya                                       |
| Rímus        | Kr. e. 2215–2207 | Kr. e. 2278–2270   | Kr. e. 2315–2307  | Valószínűleg meggyilkolták                                |
| Manistusu    | Kr. e. 2207–2193 | Kr. e. 2269–2255   | Kr. e. 2306–2292  | Meggyilkolták                                             |
| Narám-Szín   | Kr. e. 2193–2157 | Kr. e. 2254–2218   | Kr. e. 2291–2255  | A hagyomány úgy tartja, hogy 75 éven át uralkodott.       |
| Sarkalisarri | Kr. e. 2157–2134 | Kr. e. 2217–2193   | Kr. e. 2254–2231  |                                                           |
| Interregnum  | Kr. e. 2134      | Kr. e. 2192–2169   | Kr. e. 2230–2227  | A birodalom anarchiába süllyedt a guti támadást követően. |
| Igigi        |                  | Kr. e. 2189 körül  |                   | Egyes listák kihagyják a nevét.                           |
| Nanum        |                  | Kr. e. 2189 körül  |                   | Egyes listák kihagyják a nevét.                           |
| Imi          |                  | Kr. e. 2188 körül  |                   | Egyes listák kihagyják a nevét.                           |
| Elulu        |                  | Kr. e. 2187 körül  |                   | Guti származású, egyes listák kihagyják a nevét.          |
| Dudu         |                  | Kr. e. 2186–2168   | Kr. e. 2226–2206  |                                                           |
| Suturul      |                  | Kr. e. 2168–2154   | Kr. e. 2205–2191  |                                                           |

## Lásd még
Az akkád dinasztia családfája